# Villas (Florida)
Villas és una concentració de població designada pel cens dels Estats Units a l'estat de Florida. Segons el cens del 2000 tenia 11.346 habitants.

## Demografia
Segons el cens del 2000, Villas tenia 11.346 habitants, 5.682 habitatges, i 2.909 famílies. La densitat de població era de 934,1 habitants/km².
Dels 5.682 habitatges en un 15,7% hi vivien nens de menys de 18 anys, en un 40,4% hi vivien parelles casades, en un 8,1% dones solteres, i en un 48,8% no eren unitats familiars. En el 38,7% dels habitatges hi vivien persones soles el 17,1% de les quals corresponia a persones de 65 anys o més que vivien soles. El nombre mitjà de persones vivint en cada habitatge era d'1,94 i el nombre mitjà de persones que vivien en cada família era de 2,56.
Per edats la població es repartia de la següent manera: un 13,6% tenia menys de 18 anys, un 7,7% entre 18 i 24, un 28,2% entre 25 i 44, un 21,2% de 45 a 60 i un 29,3% 65 anys o més.
L'edat mediana era de 45 anys. Per cada 100 dones de 18 o més anys hi havia 84,4 homes.
La renda mediana per habitatge era de 40.483 $ i la renda mediana per família de 49.975 $. Els homes tenien una renda mediana de 31.517 $ mentre que les dones 25.782 $. La renda per capita de la població era de 25.880 $. Entorn del 3,5% de les famílies i el 6,5% de la població estaven per davall del llindar de pobresa.

## Poblacions més properes
El següent diagrama mostra les poblacions més properes.